# Inundaciones en Henan de 2021
Las inundaciones en Henan de 2021 se refieren a las lluvias torrenciales que afectaron a dicha provincia de China desde el 17 hasta el 21 de julio. Las lluvias rompieron el récord de la mayor precipitación en un solo día registrada en muchas partes de la región. Al menos 302 personas murieron, unas 300 000 fueron evacuadas y más de un millón resultaron desplazadas.

## Causas
Varios factores se atribuyeron a las llamadas inundaciones devastadoras «inusuales» en Henan, un importante centro logístico, de industria pesada y de producción de alimentos, en particular de comida congelada y de productos a base de cerdo. El alto subtropical en el Pacífico occidental y el área continental de alta presión en el mar de Japón y el interior del noroeste de China contribuyeron a las continuas lluvias en la provincia.
Cuando el tifón In-fa comenzó a acercarse a la provincia de Fujian, en el sureste de China, una abundante cantidad de humedad fue empujada hacia el interior de China continental, lo que también provocó fuertes lluvias. Se informó que las convecciones de mesoescala se mueven con frecuencia sobre Zhengzhou, lo que provoca intensas tormentas eléctricas. Se han desbordado 14 embalses, lo cual ha agravado las inundaciones y ha generado deslizamientos de tierra.
Las inundaciones ocurren en medio de un acelerado proceso de urbanización en China, que en 2021 cuenta con 93 ciudades de más de un millón de habitantes. Zhengzhou, una de las ciudades más afectadas, está construida en una planicie que tiende a inundarse. Esta ha doblado su población desde 2001 y en la actualidad tiene 12 600 000 habitantes.
A su vez, las inunandaciones se dan en el marco de una tendencia global de clima extremo con inundaciones en Europa Central, una ola de calor en el oeste de América del Norte e incendios forestales en Siberia.

## Clima e inundaciones
Desde las 8 de la mañana del 19 de julio hasta las 8 de la mañana del 20 de julio, las estaciones de monitoreo de lluvia en la provincia de Henan midieron una gran cantidad de lluvia, incluidas cinco estaciones de monitoreo nacionales chinas; Songshan (364,6 mm), Xinmi (254,9 mm), Xinzheng (196 mm), Dengfeng (192,8 mm) y Yanshi (183,3 mm). Zhengzhou se encontró con fuertes lluvias extremadamente raras entre las 4 y las 5 de la tarde del día 20. La lluvia en una hora fue de hasta 201,9 mm, lo que provocó un grave anegamiento. Trece embalses en la provincia de Henan han alcanzado el límite de control de inundaciones.
Según la Administración Meteorológica de China, las principales razones de las lluvias torrenciales son el tifón In-fa, que se encuentra a 1000 kilómetros de la provincia de Henan, y la alta presión subtropical continua que conduce continuamente una gran cantidad de vapor de agua a la tierra, y es afectados por la elevación de los montes Taihang y otras áreas topográficas. Esto provocó fuertes lluvias en Henan.

### Zhengzhou
El 16 de julio, Zhengzhou comenzó a experimentar fuertes lluvias. Solo el 20 de julio, la precipitación media de ese día había alcanzado los 253 mm. De las 4 de la tarde hasta las 5 de la tarde del 20 de julio, las precipitaciones en una hora alcanzaron los 201,9 mm; y desde las 8 de la noche del 17 de julio hasta las 8 de la noche del 20 de julio, las precipitaciones alcanzaron los 617,1 mm en el transcurso de tres días. En 72 horas, las tormentas dejaron caer el equivalente a un año de agua antes de moverse hacia el norte.
Surgieron videos que mostraban que los pasajeros del metro estaban sumergidos hasta la cintura en el agua dentro de su vagón y los autos flotaban en las calles. La lluvia torrencial fue tan fuerte que muchos automóviles en una carretera cerca del subdistrito de Danshi en el lago Nanlong fueron arrastrados por la lluvia. El gobierno local informó que 12 personas murieron en una línea de metro inundada. El hospital universitario,se quedó sin suministro eléctrico y 600 pacientes en estado crítico tuvieron que ser trasladados de urgencia a otros centros. Un tren con 900 personas a bordoestuvo durante más de 40 horas.
El Observatorio Meteorológico de Zhengzhou emitió una alarma roja para tormentas de lluvia, y la Sede de Control de Inundaciones y Alivio de la Sequía de Zhengzhou mejoró la respuesta de emergencia del nivel II de control de inundaciones al nivel I. La precipitación por hora y la precipitación en un solo día en Zhengzhou han batido el récord histórico de 60 años desde que se estableció la estación en 1951.
El 21 de julio, el Ejército de China envió a la zona a más de 7000 soldados, ante la amenaza de desplome de una presa cercana. Por su parte, el Ministerio de Gestión de Emergencias envió 1800 especialistas en tareas de auxilio y rescate.
Se han suspendido vuelos, varias carreteras están cortadas y se canceló el servicio ferroviario. La planta de Nissan en la ciudad de Zhengzhou detuvo su producción y SAIC Motor dijo que su logística se ha visto afectada.

### Kaifeng
En la noche del 19 de julio, la ciudad de Kaifeng se vio afectada por fuertes lluvias. En la mañana del día 20, las fuertes lluvias se convirtieron en lluvias torrenciales.

### Otras zonas de la provincia de Henan
Se registraron fuertes inundaciones en la provincia de Henan, y el río Ying, el más grande de la provincia, se desbordó y provocó inundaciones en la zona. En la ciudad de Dengfeng, que también sufrió inundaciones, una fábrica de aleación de aluminio propiedad de Dengfeng Power Group sufrió una explosión masiva, pero no se reportaron víctimas humanas.

## Damnificados y daños materiales
Durante las inundaciones, al menos 302 personas murieron y hay 50 desaparecidas. Más de 1,2 millones de personas se han visto afectadas. Se calcula que los daños ascienden a 82 mil millones de yuanes (unos 12 700 millones de dólares).
Al menos doce murieron en las líneas de metro inundadas en Zhengzhou el 20 de julio. Unos 500 pasajeros de ese sistema de transporte tuvieron que ser rescatados. A su vez, más de 200 automóviles quedaron atrapados en un "túnel inteligente" construido en 2011 en una zona baja donde con frecuencia se formaban estanques de agua estancada en las calles.
En Gongyi, al menos cuatro personas murieron, ya que el agua de la inundación obligó a más de 300 000 personas a abandonar sus hogares.

## Repercusiones

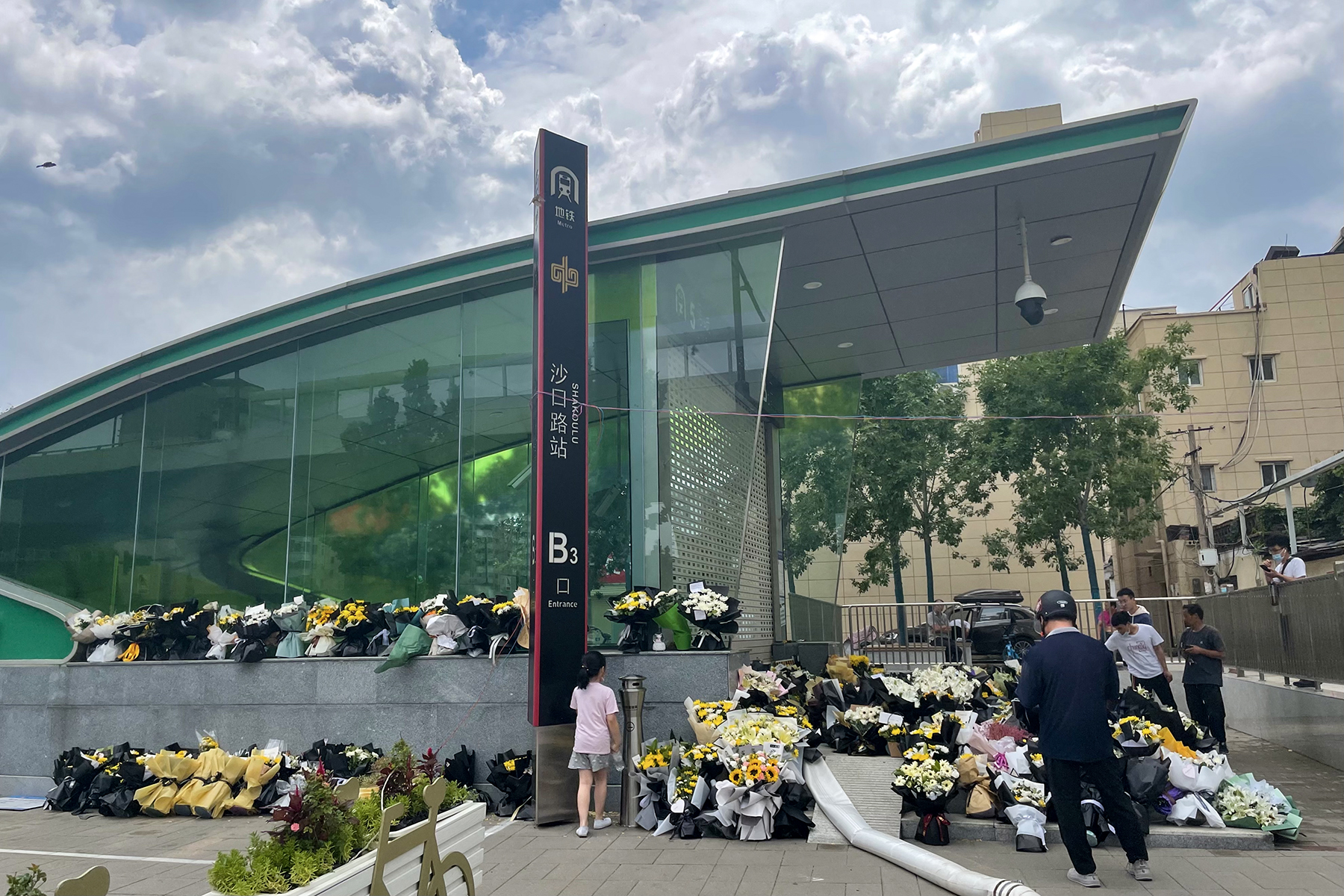
Luto por las víctimas de la inundación en la estación de Shakoulu

El primer ministro chino, Li Keqiang, pidió sucesivamente esfuerzos máximos en las operaciones de rescate y socorro en las áreas inundadas de Henan y destacó que garantizar la vida y la seguridad de las personas es una prioridad absoluta. El portavoz de la Presidencia de Taiwán, Tun-Han Chang, transmitió el pésame y la preocupación de la presidenta Tsai Ing-wen el día 21, diciendo que además de expresar sus condolencias a quienes fallecieron trágicamente y a sus familias, el presidente también esperaba que las áreas afectadas se liberaría de los daños causados por las inundaciones y volvería a la vida normal lo antes posible.

### Censura y acoso a periodistas extranjeros
Según el sitio web China Digital Times, las autoridades chinas les ordenaron a los medios de comunicación locales que solo publiquen «información autorizada» y que eviten «adoptar un tono exageradamente triste o exagerar o establecer conexiones con eventos pasados».
Algunos periodistas extranjeros del diario Los Angeles Times, del servicio de radiodifusión Deutsche Welle y de la cadena BBC que han cubierto las inundaciones de Henan han sido objeto de amenazas y de acoso en las calles de las ciudades afectadas con base en el argumento de que están denigrando a China. La Liga Juvenil Comunista ha incluso pedido a los internautas que siguen su cuenta de Twitter que informen del paradero de un reportero de la BBC.